# NAO-HIT TV Live Tour ver9.0〜10 Count Tour〜
「NAO-HIT TV Live Tour ver9.0〜10 COUNT TOUR〜」（ナオヒット ティーヴィ ライブ ツアー バージョン キュウテンレイ テン カウント ツアー）は、藤木直人のライブビデオ。2009年10月21日にポニーキャニオンより発売。

## 概要
音楽活動10年の集大成であるメモリアルライブツアー「Naohito Fujiki Live Tour ver9.0 〜10 COUNT TOUR〜」を収録したDVD。2009年11月2日付オリコン週間DVD音楽チャート初登場4位。ライブツアー9.0は、前回の「Naohito Fujiki Live Tour ver8.0 〜LIVE US! TOUR〜」から約1年5ヶ月ぶりとなる10回目の全国ツアー。自身37回目の誕生日である東京2Days2日目の2009年7月19日、東京国際フォーラムホールAでの東京公演を収録。本作の映像監督は、14thシングル「Tuning Note」と15thシングル「CRIME OF LOVE/いいんだぜ〜君がいてくれれば〜」のPVを手がけた須永秀明。DVDに収録されていないが、このバースデイライブにはサプライズとして、石原良純、くりぃむしちゅーの上田晋也、椎名桔平らからVTRによるお祝いメッセージが寄せられた。

## 収録内容

### DISC1
1. 世界の果て〜the end of the world〜
デビュー曲。ワンコーラス目はレスポール1本による弾き語り。
2. パーフェクトワールド
3. タイムトラベル
4. 星屑の海
5. アイネ・クライネ・ナハト・ミュージック
6. サンクフル☆エブリナイ
7. sofa
この曲からDISC1の10曲目までアコーステックコーナー。
8. anon
レゲエ風にアレンジ。
9. メドレー（SPYDER 009〜Sweet〜ナイフ〜生きなくちゃ）
「ナイフ」は、初期の頃に歌っていた1998年頃の自作曲で音源化されていない。
10. Little Wing
マーチング風にアレンジ。サビはスクリーンに歌詞が映し出され客席が大合唱。
11. パズル
ピアノ弾き語り。
12. 月世界
ピアノ弾き語り。
13. CRIME OF LOVE
8thアルバム『∞ Octave』のリード曲。

### DISC2
1. Steppin' Stone
2. 恋のROCK'N' ROLL! DRIVE!
3. コズミックライダー
4. 奇跡のロックスター
この曲からDISC2の7曲目までダンスナンバー。
5. 愛のテーマ
6. SAMURAI FUNK
7. HEY! FRIENDS
8. everything
9. いいんだぜ～君がいてくれれば～
8thアルバム『∞ Octave』のリード曲。
10. OH!BROTHER!
11. 陽のあたる場所
ファン人気投票1位の曲（2009年6月ポニーキャニオン実施）

#### 特典映像
- マルチアングル
  - NF VISION（7トラック）
  - calamari VISION（2トラック）
- シークレットトラック（1コーラスのみ7トラック）
- ツアーメイキング